# 트레보욱시아과
트레보욱시아과(Trebouxiaceae)는 트레보욱시아강 트레보욱시아목에 속하는 녹조류과의 하나이다. 11속 86종으로 이루어져 있다.

## 하위 속
| - Asterochloris - Dictyochloropsis - Lobosphaera - Massjukichlorella - Myrmecia - Parietochloris | - 심비오클로리스속 (Symbiochloris) - 트레보욱시아속 (Trebouxia) - Trochisciopsis - Vulcanochloris - Watanabea |